# Гамбург-Нінштедтен
Нінштедтен (нім. Nienstedten) — частина району Альтона вільного та ганзейського міста Гамбург. Відноситься до передмість Ельби (нім. Elbvororte). У Нінштедтені розташована штаб-квартира Міжнародного трибуналу ООН з морського права.